# Onmiddellijke vertegenwoordiging
Onmiddellijke vertegenwoordiging is een vorm van vertegenwoordiging, waarbij een vertegenwoordiger een of meerdere rechtshandelingen stelt waarvan de rechtsgevolgen uitsluitend worden toegerekend aan de vertegenwoordigde.
Een voorbeeld: persoon X sluit met persoon Y een lastgevingsovereenkomst, waarin wordt bepaald dat persoon Y in naam en voor rekening van persoon X een auto zal kopen bij persoon Z. Wanneer persoon Y deze auto koopt namens zijn lastgeving, komt er enkel een koop tot stand tussen persoon X en persoon Z, en dus niet tussen persoon Y en persoon Z. 